# Nicolaus Bruhns
Pour les articles homonymes, voir Bruhns.
Nicolaus Bruhns est un compositeur du duché de Schleswig (Danemark), né en décembre 1665 à Schwabstedt et mort prématurément à l'âge de 31 ans, le 29 mars 1697 à Husum, ville située aujourd'hui en Allemagne.

## Biographie
Nicolaus Bruhns naît dans une famille de musiciens (luthistes, organistes, gambistes, violonistes) installée dans la région de Husum, au nord de Hambourg. Il apprend la musique avec son père, Paul Bruhns (1640–1689), organiste à Schwabstedt et peut-être élève de Franz Tunder. Puis il étudie le violon et la viole avec son oncle ; l'orgue et la composition avec Dietrich Buxtehude. Il acquiert une grande virtuosité sur tous ces instruments et Buxtehude, espérant le voir lui succéder, le recommande auprès de la cour royale de Copenhague au Danemark. Il y passe quelque temps, en contact avec de nombreux musiciens étrangers et revient vers 1689 à Husum en tant qu'organiste. Il y meurt très jeune, à 31 ans. Son frère Georg lui succède au poste d'organiste. Son fils unique, Johan Paul, embrassera une carrière en théologie.
Bruhns laisse une œuvre réduite, plusieurs des sources étant perdues, mais de qualité exceptionnelle. Sous de nombreux rapports, elle annonce celle de Jean-Sébastien Bach. Selon Forkel, le premier biographe de Bach, on sait que ce dernier admirait beaucoup les œuvres de Bruhns.
Ce destin rappelle beaucoup celui de son contemporain français Nicolas de Grigny, mort au même âge. Une anecdote rapporte qu'il aurait été capable de jouer du violon tout en chantant et en s'accompagnant au pédalier de l'orgue.

## Œuvres
Un certain nombre d'œuvres attestées par les documents d'époque (surtout pour instruments à cordes), sont perdues. Seules subsistent :

### Cantates

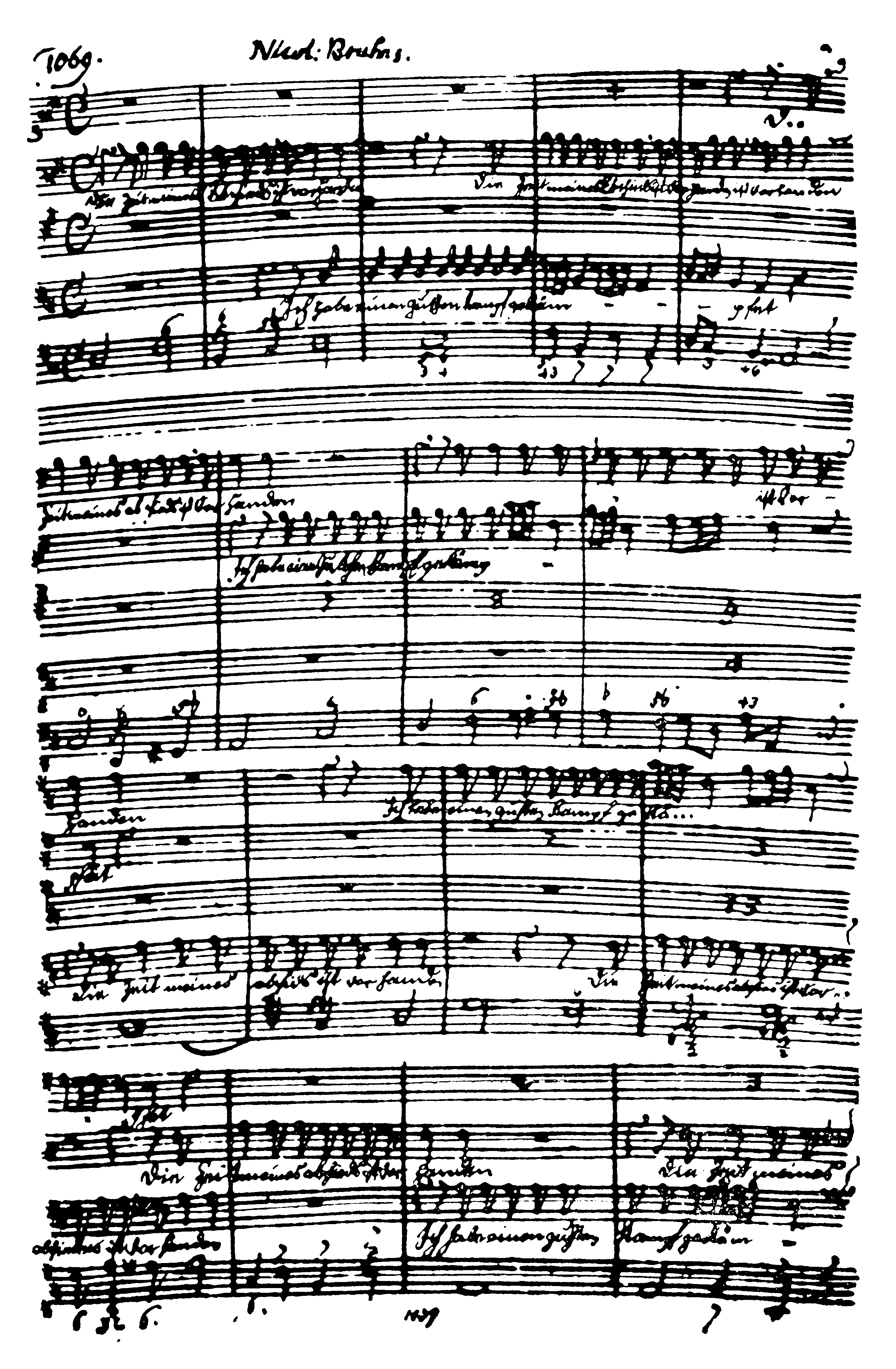
Autographe de la cantate Die Zeit meines Abschieds ist vorhanden.

Douze cantates pour voix et instruments.
- Die Zeit meines Abschieds ist vorhanden (chœur à quatre voix, cordes et basse continue - texte : 2. Timothée, 4, 6–8)
- Der Herr hat seinem Stuhl im Himmel bereitet (basse, 2 violon, 2 violes de gambes, violon, hautbois et basse continue - texte : Psaume 103, 19–22)
- Jauchzet dem Herren, alle Welt (ténor, 2 violons et basse continue - texte : Psaume 100)
- De profundis (basse, 2 violons et basse continue - texte : Psaume 130, 1–8)
- Mein Herz ist bereit (basse et violon obligé - texte Psaume 57, 8–12)
- Wohl dem, der den Herren fürchtet (2 sopranos, basse, cordes et basse continue - texte : Psaume 128. 1–6)
- Paratum cor meum (2 ténor, basse, violon, 2 violes de gambe, basse continue - texte : Psaume 57. 8–12 en latin)
- Ich liege und schlafe (chœur à quatre voix, quatre solistes, cordes et basse continue - texte : Psaume 4, 9 ; mouvement central : Ich hab Gott Lob das Mein vollbracht, Georg Werner)
- Muss nicht der Mensch (chœur à quatre voix, quatre solistes, 2 trompettes, cordes et basse continue - texte : Job 7, 1:1)
- O werter heil’ger Geist (chœur à quatre voix, quatre solistes, 2 trompettes, cordes et basse continue - texte : paraphrase du choral de Luther Komm heiliger Geist)
- Hemmt eure Tränenflut (chœur à quatre voix - texte : auteur inconnu)
- Erstanden ist der heilige Christ, cantate de chorals (2 ténors, 2 violons et basse continue)

### Œuvres pour orgue
Les quatre Praeludia pour orgue marquent une étape entre Buxtehude et Bach : trois d'entre eux sont, comme chez le premier, une succession d'épisodes de toccatas dans le « stylus phantasticus » si prisé en Allemagne du Nord, et d'épisodes fugués ; le dernier tend vers la structure en deux parties qui caractérisera souvent l'art de Bach.
- Praeludium en sol majeur
- Praeludium en mi mineur (grand)
- Praeludium en mi mineur (petit)
- Praeludium en sol mineur (découvert en 1968)
- La monumentale fantaisie pour orgue sur le choral Nun Komm der Heiden Heiland
- Fragment d'un Prélude en ré majeur (section Adagio)

## Discographie
Cantates
- Deutsche Barock Kantaten (IV) - Ricercar Consort, Greta de Reyghere et Jill Feldman, sopranos ; James Bowman, contreténor ; Guy de Mey et Ian Honeyman, ténors; Max van Egmond, basse (septembre 1988/janvier-février 1989, 2CD Ricercar 245722) (OCLC 81004228)
- Deutsche Kantaten - Cantus Cölln, Konrad Junghänel (février 2001, Harmonia Mundi HMA 1951752) (OCLC 828035173)
- Intégrale des cantates - Harmonices Mundi, dir. Claudio Astronio (17-20 mai 2015, 2CD Brilliant Classics) (OCLC 965509386)

Orgue
- Reinken & Bruhns, Œuvres d'orgue - Bernard Foccroulle, orgue Schnitger de Ludgeri Kirche (octobre 1988, 2CD Ricercar) (OCLC 22117650 et 312031718)
- Nicolaus Bruhns, L'Œuvre d'orgue - Cantates - Jan Willem Jansen, orgue Delaunay St Pierre-des-Chartreux, orgue Ahrend Musée des Augustins, Toulouse ; Le Parlement de Musique, dir. Martin Gester (16-18 juillet 1997 et 12-13 juillet 1998, Tempéraments / Radio France) (OCLC 799681677)
- Intégrale des œuvres pour orgue de Bruhns, Hanff et Kneller - Olivier Vernet, orgue Aubertin (1991) de Saint-Louis de Vichy (7-9 janvier 1992, REM 311173) (OCLC 219492574)
- Böhm, Bruhns, Lübeck, Musique d'orgue de l'Allemagne du Nord - Marie-Claire Alain, orgue Kern de l'Église Saint-Martin de Masevaux (1990, Erato 2292-45665-2) (OCLC 465378128)
- Bruhns, Leyding, Intégrale des œuvres d'orgue - Friedhelm Flamme (2005, SACD CPO) (OCLC 230677814)

## Hommages
L'astéroïde (5127) Bruhns est nommé en son honneur.